# Wilton G. S. Sankawulo
Wilton Gbakolo Sengbe Sankawulo, Sr. (26 de julio de 1937 - 21 de febrero de 2009) fue un político y autor liberiano.

## Biografía
Sankawulo nació en 1937 en Haindii en el condado de Bong. Ingresó en Cuttington College y Divinity School (actual Universidad de Cuttington) en 1960. Comenzó su carrera literaria allí publicando sus cuentos en Cuttington Review, la revista literaria de la universidad. Después de graduarse en 1963, recibió una beca para estudiar en Teología Sagrada en el Seminario Teológico Luterano del Pacífico en Berkeley (California). Obtuvo su maestría en divinidad y posteriormente asistió a un taller para escritores en la Universidad de Iowa, lo que lo llevó a obtener una segunda maestría en inglés.
A su regreso a Liberia a fines de la década de 1960, Sankawulo trabajaba en el Departamento de Información y Asuntos Culturales (ahora Ministerio de Información, Cultura y Turismo), donde ocupó el primer puesto en la Oficina de Prensa y más tarde fue nombrado Director de la Oficina de Prensa en el Exterior. Durante este tiempo, mantuvo un puesto de profesor en la Universidad de Liberia, donde ocupó el cargo de Profesor Asociado desde 1985 hasta 1990. También enseñó inglés y literatura en su alma mater, Cuttington.
Sankawulo comenzó su fama como escritor a principios de los años setenta. En 1974, publicó El matrimonio de la sabiduría y Otros cuentos, una colección de historias liberianas. Posteriormente publicó Por qué nadie sabe cuándo morirá. En 1979, escribió una novela, La lluvia y la noche. También fue autor de Sundown at Dawn: A Liberian Odyssey y produjo una antología de historias africanas titulada More Modern African African Stories. Su novela Birds are Singing se publicó póstumamente en 2010.
Cuando William R. Tolbert asumió la presidencia en 1971, Sankawulo, mientras todavía trabajaba en el Ministerio de Información, escribió una biografía del nuevo presidente titulado Tolbert de Liberia. Después de servir como Especialista de Investigación en el Ministerio de Información, Sankawulo fue transferido a la Mansión Ejecutiva, donde pasó casi un año como Viceministro de Estado para Asuntos Presidenciales. Se desempeñó como director general del Gabinete desde 1983 hasta 1985 y posteriormente como Asistente Especial para Asuntos Académicos del Presidente Samuel Doe. Fue en la última posición, como maestro de Doe, que ayudó a este último a completar su trabajo académico, lo que llevó a su graduación de la Universidad de Liberia en 1989.
Sankawulo fue el líder de Liberia desde el 1 de septiembre de 1995 hasta el 3 de septiembre de 1996, como presidente del Consejo de Estado. El consejo funcionó como una presidencia colectiva del Gobierno Nacional de Transición de Liberia. 
Sankawulo dejó el cargo el 3 de septiembre de 1996 y fue reemplazado por Ruth Perry.
Sankawulo murió de insuficiencia cardíaca congestiva el 21 de febrero de 2009. Tenía 71 años. Había estado hospitalizado durante tres semanas antes de su muerte en el John F. Kennedy Memorial Hospital en Monrovia.